# Intermarché Casino Achat
Pour les articles homonymes, voir INCAA.
Intermarché Casino Achat, abréviée en INCAA, est l'ancienne centrale d'achat commune des groupes de grande distribution françaises Intermarché et Casino. Elle est créée en 2015 pour « simplifier » les négociations commerciales entre les distributeurs et les grands groupes producteurs de biens de grande consommation. Selon les données Kantar de 2014, il s'agit du plus grand groupement d'achats français avec 25,8 % de parts de marché de la grande distribution en France,. Les deux distributeurs se séparent en avril 2018, Casino se liant avec Metro AG et Auchan. 

En avril 2021, Intermarché et le groupe Casino annoncent la création d'une nouvelle alliance pour leurs achats.

Les parties prenantes de l'organisation
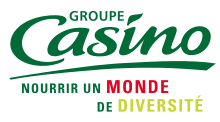